# وینسنتس گیگر
وینسنتس گیگر (انگلیسی: Vinzenz Geiger؛ زادهٔ ۲۴ ژوئیهٔ ۱۹۹۷) اسکی‌باز نوردیک اهل آلمان است.

### بازیهای المپیک
| رویداد | تپه معمولی | تپه بزرگ | مدال |
| ------ | ---------- | -------- | ---- |
| ۲۰۱۸   | ۹          | ۷        | طلا  |

### مسابقات جهانی
| سال  | LH فردی | NH فردی | تیم NH | دوومیدانی تیمی LH |
| ---- | ------- | ------- | ------ | ----------------- |
| ۲۰۱۹ | ۱۲      | ۱۴      | ۲      | -                 |
| ۲۰۲۱ | ۱۵      | ۱۴      | ۲      | -                 |

## جام جهانی

### رده‌بندی
| فصل     | به‌طور کلی | NC-Triple |
| ------- | --------- | --------- |
| ۲۰۱۵/۱۶ | ۵۱        | -         |
| ۲۰۱۶/۱۷ | ۲۰        | -         |
| ۲۰۱۷/۱۸ | ۱۲        | ۴         |
| ۲۰۱۸/۱۹ | ۵         | ۱۰        |
| ۲۰۱۹/۲۰ |           |           |
| ۲۰۲۰/۲۱ | ۲         | ۵         |

### پیروزی‌های فردی
| خیر | فصل     | تاریخ          | محل           |
| --- | ------- | -------------- | ------------- |
| ۱   | ۲۰۱۸/۱۹ | ۱۳ ژانویه ۲۰۱۹ | Val di Fiemme |
| ۲   | ۲۰۱۹/۲۰ | ۲۱ دسامبر ۲۰۱۹ | رامسائو       |
| ۳   | ۲۰۱۹/۲۰ | ۱۱ ژانویه ۲۰۲۰ | Val di Fiemme |
| ۴   | ۲۰۲۰/۲۱ | ۱۹ دسامبر ۲۰۲۰ | رامسائو       |
| ۵   | ۲۰۲۰/۲۱ | ۲۰ دسامبر ۲۰۲۰ | رامسائو       |
| ۶   | ۲۰۲۰/۲۱ | ۶ فوریه ۲۰۲۱   | کلینگنتال     |
| ۷   | ۲۰۲۰/۲۱ | ۷ فوریه ۲۰۲۱   | کلینگنتال     |